# Chingünjav

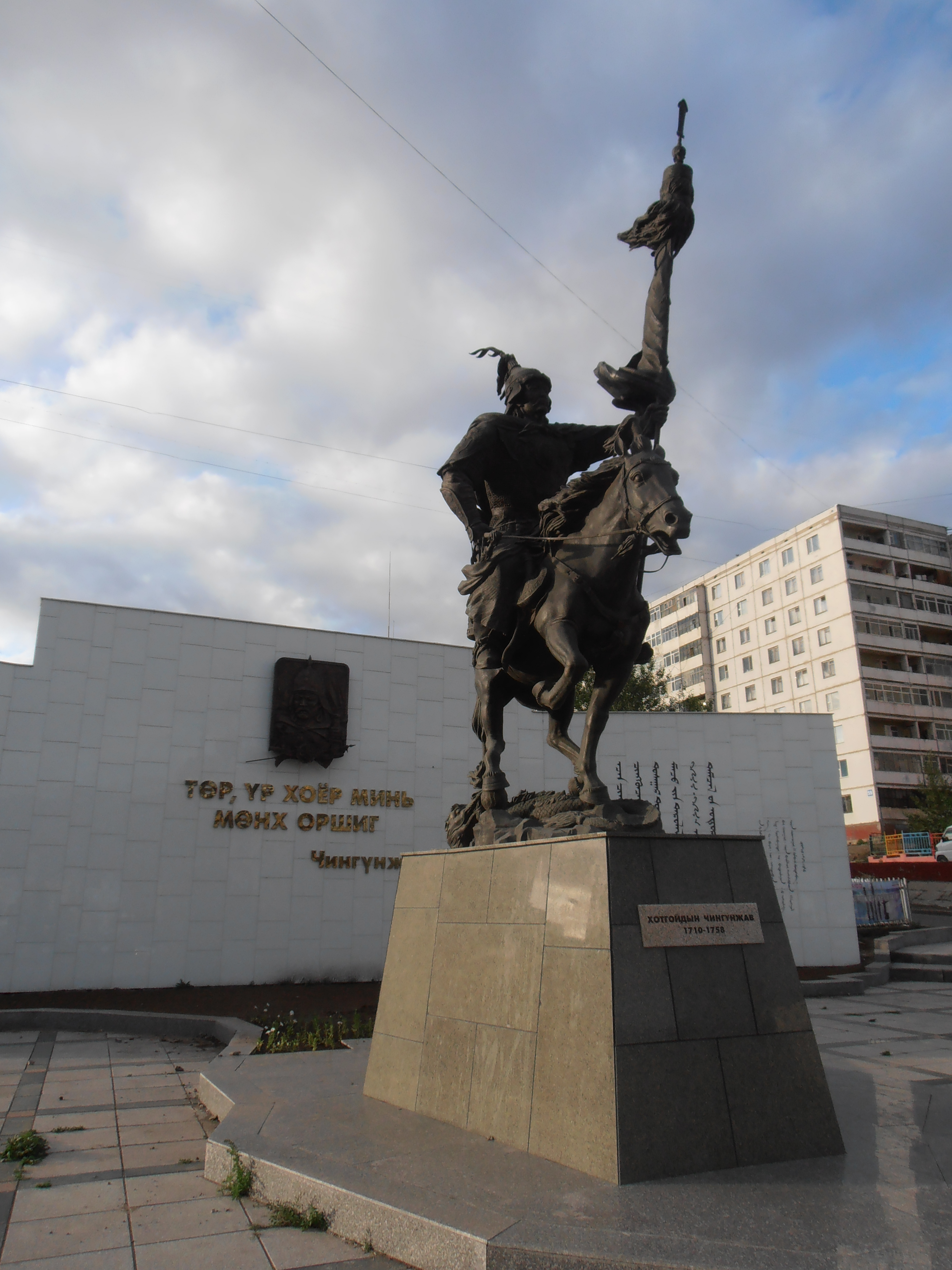
Tượng Chingünjav tại thủ đô Ulaanbaatar.

Chingünjav (tiếng Mông Cổ: Чингүн, còn được gọi là Đô đốc Chingün, 1710 - 1757) là một hoàng tử Khalkha cai trị người Khotgoid và là một trong hai lãnh đạo chính của cuộc khởi nghĩa 1756-57 ở Ngoại Mông. Mặc dù cuộc khởi nghĩa của ông thất bại, ngày nay ông thường được ca ngợi là người đấu tranh cho sự độc lập của Mông Cổ khỏi triều đại Mãn Thanh cai trị Trung Quốc vào thời điểm đó.

## Thời trẻ và sự nghiệp
Chingünjav sinh năm 1710 trên bờ hồ Sangiin Dalai, trong kỳ (khoshuu) Erdenedüüregch vangiin của người Khotgoid, tỉnh Zasagt Khan, hay sum Bürentogtokh của tỉnh Khövsgöl ngày nay. Cha ông Bandi là Zasag Noyon của kỳ. Năm 1738, Chingünjav kế nhiệm cha ông. Chingünjav đã có một sự nghiệp trong quân đội Mãn Châu và cuối cùng đạt đến cấp bậc của một trợ lý cho tướng lĩnh của tỉnh Zasagt Khan.

## Liên kết với Amursana
Trong chiến dịch Mãn Châu năm 1755 chống lại Hãn quốc Chuẩn Cát Nhĩ, Chingünjav và Amursana đã âm mưu bắt đầu một cuộc nổi loạn vào mùa thu cùng năm. Tuy nhiên, cấp trên của họ đã biết kế hoạch của họ và tách họ ra. Chingünjav được phái đi chiến đấu ở Uriankhai, và Amursana được triệu tập đến Bắc Kinh. Trên đường đi, người hộ tống của ông để ông trốn thoát. Điều này đã dẫn đến phiên tòa và xử tử chỉ huy của đội hộ tống, anh trai của Jebtsundamba Khutugtu và hậu duệ trực tiếp của Thành Cát Tư Hãn, vào đầu năm 1756, một sự kiện nghiêm trọng làm xáo trộn giới quý tộc Khalkha.

## Khởi nghĩa

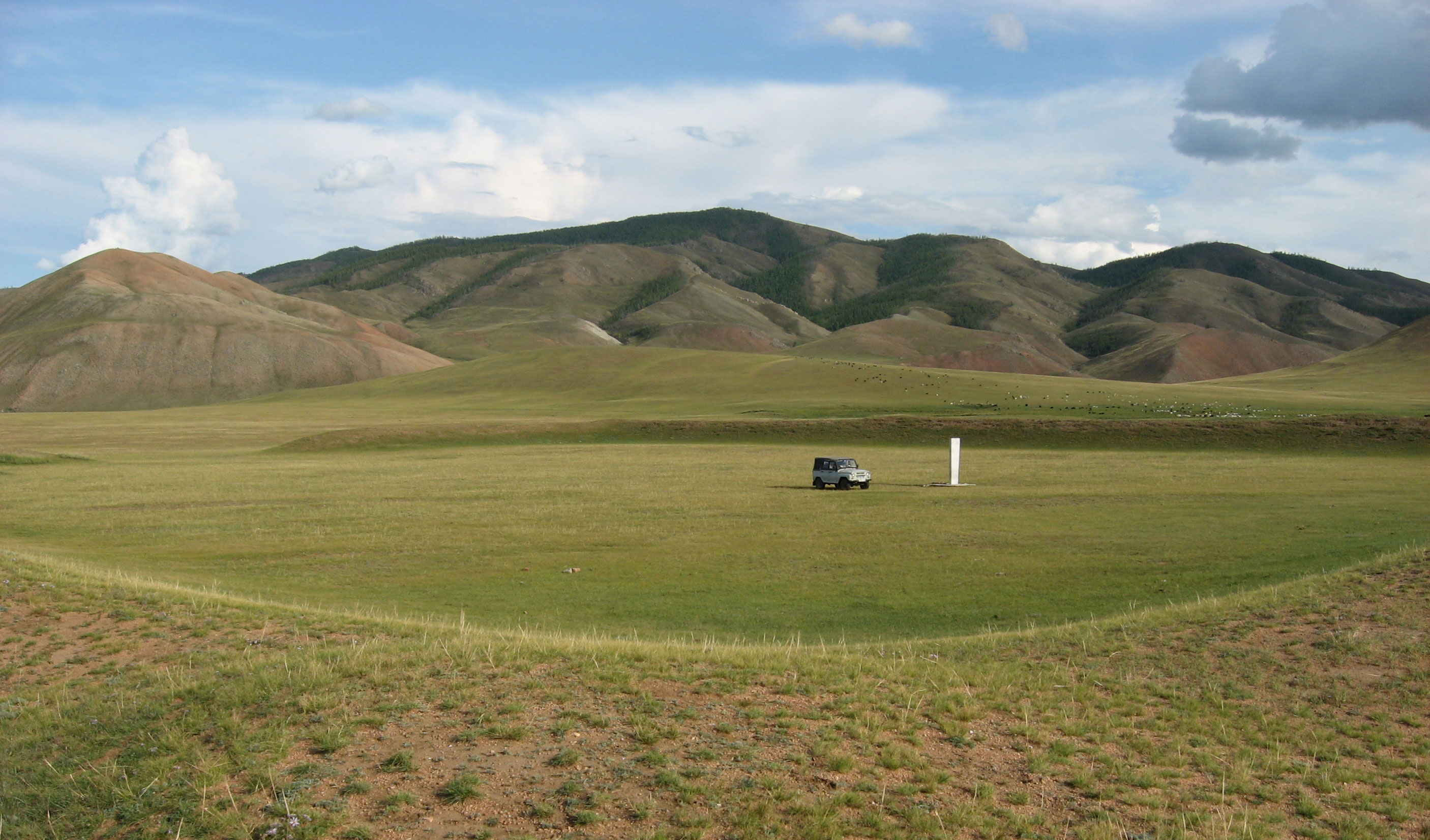
Tàn tích của một pháo đài được cho là của Chingünjav

Vào mùa hè năm 1756, Chingunjav bắt đầu cuộc khởi nghĩa của mình bằng cách rời khỏi vị trí của mình, tập hợp quân đội trong khu vực nhà của mình và gửi thư cho vua Càn Long. Tuy nhiên, mặc dù có tình trạng bất ổn lan rộng khắp Khalkha, sự hỗ trợ từ các quý tộc khác và thậm chí từ Jebtsundamba Khutughtu thứ 2 đã không được đưa ra, và Chingünjav không bao giờ quản lý được hơn 1.000-2.000 quân. Đến khi người Mãn đã có thể củng cố quân đội ngoài Mông Cổ trung thành của họ bằng các toán biệt kích từ Nội Mông, Chingünjav đã đạt được ít nhiều thời gian hơn bằng cách chờ đợi câu trả lời cho lời kêu gọi của mình đối với giới quý tộc và Jebtsundamba, và do đó không thể đối mặt với người Mãn một cách cởi mở trận chiến. Ông rút lui về phía bắc về phía khu vực Darkhad, với lực lượng của ông liên tục co cụm vì sự tuyệt vọng. Khi ông bị bắt tại một nơi được gọi là Wang Tolgoi, cách Khankh khoảng 10 km, vào tháng 1 năm 1757, toàn bộ trừ 50 người của ông đã rời bỏ ông.

## Hậu quả
Chingünjav, cùng với gần như cả gia đình của mình, đã bị đưa đến Bắc Kinh và bị xử tử. Người Mãn, mặc dù không tàn bạo như họ đã từng đối với người Chuẩn Cát Nhĩ, đã phái các đơn vị trừng phạt đến Mông Cổ để đối phó tại chỗ với tất cả những kẻ nổi loạn mà họ có thể tìm thấy. Những người bị nghi ngờ có thiện cảm với Chingünjav cũng bị xử tử. Các Jebtsundamba Khutugtu "chết" vào năm 1758, hãn Tüsheet chết ngay sau đó. Vua Càn Long đã tuyên bố rằng tất cả các hiện thân tương lai của Jebtsundamba Khutugtu đã được tìm thấy ở Tây Tạng để làm suy yếu quyền tự chủ của Ngoại Mông. Mặt khác, các khoản nợ của Mông Cổ đối với các nhà buôn Trung Quốc đã bị xóa bỏ một phần và phần còn lại được hoàng đế trả, để giải quyết các nguồn kinh tế của tình trạng bất ổn ở Khalkha.

## Di sản
Mặc dù chưa bao giờ có cơ hội thực tế để thành công, nhưng Chingünjav đã đi vào vương quốc của văn hóa dân gian. Một tượng đài nhỏ đã được dựng lên ở phần còn lại của một pháo đài được cho là của ông, cách Bürentogtokh vài km về phía nam, vào năm 1978. Một bức tượng của ông đã được dựng lên ở Mörön vào năm 1992 và một bức khác vào năm 2010.